# Tòa án lương tâm
Tòa án lương tâm (giản thể: 怒火街头; phồn thể: 怒火街頭; bính âm: Nùhuǒ jiētóu; Việt bính: Nou6 fo2 gaai1 tau4; tiếng Anh: Ghetto Justice; còn được biết đến dưới tên gọi Nộ hỏa nhai đầu) là bộ phim truyền hình Hồng Kông do TVB sản xuất, phát sóng từ ngày 30 tháng 5 năm 2011. Bộ phim là câu chuyện xoay quanh những luật sư tài giỏi, luôn đứng lên để chiến đấu vì công lý cho những người dân ở khu Thâm Thủy Bộ. Bộ phim đã tạo được tiếng vang lớn, mang về nhiều nhận xét tích cực từ phía các nhà phê bình và đồng thời cũng giành được nhiều giải thưởng truyền hình lớn ở Hồng Kông.

## Nội dung
Lớn lên ở khu Thâm Thủy Bộ, Vương Tư Khổ (Hồ Hạnh Nhi) là một luật sư đầy tham vọng. Cô hy vọng một ngày nào đó sẽ thoát khỏi xuất thân bần hàn để được hợp tác với Đại Luật sư Tưởng Bách Kỳ (Thạch Tu) - một luật sư khá nổi tiếng lúc bấy giờ. Trong khi đó, một công dân khác của khu Thâm Thủy Bộ là La Lực Á (Trịnh Gia Dĩnh) vừa mới mở một văn phòng luật sư nhỏ ở trung tâm xã hội cùng với người em họ Mễ Tá Trị (Lâm Tử Thiện) và nhân viên xã hội Đinh Gia Phú (Lý Xán Sâm). Sau nhiều đụng độ và hiểu lầm, Lực Á dần có tình cảm với Tư Khổ, nhưng cô lại luôn giữ khoảng cách với anh.
Mặc dù, La Lực Á luôn cố gắng hạn chế mình chỉ đưa ra lời khuyên về luật pháp cho mọi người, nhưng cuối cùng, anh đã quyết định trở lại làm một luật sư như lúc trước. Sau một lần tình cờ, Vương Tư Khổ phát hiện ra rằng, Lực Á chính là vị Đại Luật sư có biệt danh L. A Law - một luật sư khá nổi tiếng như Tưởng Bách Kỳ, nhưng nhiều năm trước đã biến mất khỏi giới luật sư sau khi bị buộc tội xúc phạm quan tòa.
Sau khi hợp tác với anh trong nhiều vụ án, Tư Khổ dần khám phá ra lý do mà Lực Á rút khỏi ngành. Nhiều năm trước, để bào chữa cho thân chủ trong một vụ án giết người, Lực Á đã vội kết tội mưu sát cho anh trai của nạn nhân khi chưa tìm được bằng chứng xác thực và giúp cho thân chủ của anh thoát tội. Tuy nhiên, sau khi bị kết tội mưu sát, người anh trai vô tội của nạn nhân do không chịu nổi oan ức nên đã thắt cổ tự tử. Tư Khổ từ đó hiểu được rằng, một vụ kiện sẽ được phán xét dựa trên ý kiến của chủ tọa và bồi thẩm đoàn. Tuy nhiên, nhiều người giàu có đã dùng những kẽ hở của luật pháp để thoát khỏi vòng vây của công lý. Cô nhận ra rằng bên cạnh danh tiếng và tiền bạc, một luật sư chân chính phải là người có lương tâm.
Khi người bạn thân của Tư Khổ là Hà Lợi Trinh (Trần Mẫn Chi) vô tình nghe được âm mưu phạm pháp của Đại Luật sư Tưởng Bách Kỳ, cô đã bị mưu sát. Để trả lại công lý cho Lợi Trinh, Tư Khổ đã giả vờ thờ ơ về cái chết của cô và quyết định gia nhập nhóm luật sư của Tưởng Bách Kỳ hòng tìm ra bằng chứng buộc tội ông. Đoán biết được kế hoạch của Tư Khổ, Lực Á đã quyết định hành động để bảo vệ cho cô cũng như giúp cô tiếp tục được tồn tại trong giới luật sư. Anh đã tạo nên bằng chứng giả để giúp cô tìm ra hung khí giết người, nhưng cũng vì vậy mà anh bị khai trừ khỏi đoàn luật sư và bị bắt giam hai năm thay cho cô.

## Diễn viên

### Trung tâm tư vấn luật dân sự Thâm Thủy Bộ
| Diễn viên      | Vai diễn                                                      | Miêu tả |
| Trịnh Gia Dĩnh | La Lực Á                                                      | Law bá, L. A Law Luật sư Anh họ của Mễ Tá Trị Người giám sát của Đệ Ngũ Đình Bị bắt giam 2 năm và tước bằng hành nghề luật sư do xem thường quan tòa |
| Lý Xán Sâm     | Đinh Gia Phú (diễn viên lồng tiếng Việt nhân vật: Tạ Bá Nghị) | A Đinh Nhân viên xã hội, đồng thời là chủ của trung tâm tư vấn pháp luật Bạn thân của La Lực Á và Tất Trực                                           |
| Lâm Tử Thiện   | Mễ Tá Trị                                                     | George Mike Jr., M. J Cố vấn pháp luật cho trung tâm tư vấn pháp luật Em họ của La Lực Á Con trai của cựu Thẩm phán Mễ Bố                            |
| Đằng Lệ Danh   | Đệ Ngũ Đình                                                   | Đình Đình Nữ hầu bàn ở một nhà hàng, sau trở thành nhân viên của trung tâm tư vấn pháp luật Vợ cũ của Lương Phong                                    |
| Nhan Quế Châu  | Quang                                                         | Nhân viên của trung tâm tư vấn pháp luật |
| Trương Vi Di   | Mỹ                                                            | Nhân viên của trung tâm tư vấn pháp luật |
| Lâm Kính Cương | Sơn                                                           | Nhân viên của trung tâm tư vấn pháp luật |

### Nhà họ Vương
| Diễn viên       | Vai diễn        | Miêu tả                                                                    |
| Trình Khả Vi    | Phan Tiểu Quỳnh | Dì Quỳnh Chủ tiệm mì Mẹ của Vương Tư Khổ, Vương Ức Điềm và Vương Tư Nguyên |
| Hồ Hạnh Nhi     | Vương Tư Khổ    | Kris, Vương sư phụ Đại luật sư Chị của Vương Ức Điềm và Vương Tư Nguyên    |
| Trịnh Oánh Oánh | Vương Ức Điềm   | Em của Vương Tư Khổ Chị của Vương Tư Nguyên                                |
| Thái Diệu Lực   | Vương Tư Nguyên | Em trai của Vương Tử Khổ và Ức Điềm Bạn trai cũ của Hồ Trí Dĩnh            |

### Nhà họ Đinh
| Diễn viên    | Vai diễn         | Miêu tả                                           |
| Tần Hoàng    | Đinh Phúc Nguyên | Chủ của nhà hàng Phúc Nguyên Cha của Đinh Gia Phú |
| Đinh Chủ Huệ | Đàm Vịnh Thu     | Vợ của Đinh Phúc Nguyên Mẹ của Đinh Gia Phú       |
| Lý Xán Sâm   | Đinh Gia Phú     | Con trai của Đinh Phúc Nguyên và Đàm Vịnh Thu     |

### Nhà họ Lương
| Diễn viên       | Vai diễn        | Miêu tả                                                                             |
| Lương Thuấn Yến | Từ Kiều         | Mẹ của Lương Phong Mẹ chồng của Đệ Ngũ Đình                                         |
| Ngụy Huệ Văn    | Lương Phong     | Con trai của Từ Kiều Chồng của Đệ Ngũ Đình Cha của Lương Hữu Tín và Lương Hữu Nghĩa |
| Đằng Lệ Danh    | Đệ Ngũ Đình     | Vợ của Lương Phong Mẹ của Lương Hữu Tín và Lương Hữu Nghĩa                          |
| Trần Dĩnh Lam   | Lương Hữu Tín   | Con của Lương Phong và Đệ Ngũ Đình Chị của Lương Hữu Nghĩa                          |
| Trần Tử Nhạc    | Lương Hữu Nghĩa | Con của Lương Phong và Đệ Ngũ Đình Em trai của Lương Hữu Tín                        |

### Nhà họ Mễ
| Diễn viên    | Vai diễn  | Miêu tả                                                        |
| Quách Phong  | Mễ Bố     | George Mike Cựu Thẩm phán Cha của Mễ Tá Trị Dượng của La Lực Á |
| Lâm Tử Thiện | Mễ Tá Trị | George Mike Jr., M. J Con trai của Mễ Bố Em họ của La Lực Á    |
| Dương Anh Vỹ | Henry     | Quản gia                                                       |

### Cảnh sát
| Diễn viên         | Vai diễn           | Miêu tả                                                       |
| Quan Lễ Kiệt      | Tất Trực           | Sếp Trực Cảnh sát Bạn của La Lực Á, Đinh Gia Phú và Mễ Tá Trị |
| Thiệu Trác Nghiêu | Vương Hoa          | Sếp Vương Thanh tra tổ trọng án Sếp của Tất Trực và Huy       |
| Hà Tuấn Hiên      | Huy                | Cảnh sát                                                      |
| Trương Quốc Hồng  | Nhân viên cảnh sát | Trong tập 1, anh hiểu lầm La Lực Á là một luật sư giả mạo     |
| Khâu Tụng Nhi     | Nhân viên cảnh sát |                                                               |
| Từ Mãn Tình       | Nhân viên cảnh sát |                                                               |
| Vương Đức Cơ      | Nhân viên cảnh sát |                                                               |
| Hứa Minh Chí      | Nhân viên cảnh sát |                                                               |
| Trác Lịch         | Nhân viên cảnh sát |                                                               |
| Kha Lam           | Nhân viên cảnh sát |                                                               |
| Cừu Trác Năng     | Nhân viên tòa án   |                                                               |

### Luật sư và thẩm phán
| Diễn viên         | Vai diễn         | Miêu tả                                                                                               |
| Thạch Tu          | Tưởng Bách Kỳ    | Tưởng trạng, P. K. Spencer Đại luật sư cao cấp Một trong tứ đại danh trạng Sư phụ của Trình Bác Khiêm |
| Huỳnh Trí Văn     | Trương Chỉ Tâm   | Silvia Luật sư cố vấn Trợ thủ, đồng thời cũng là bạn thân của Vương Tư Khổ                            |
| Huỳnh Trường Hưng | Trình Bác Khiêm  | Victor Đại luật sư Học trò của Tưởng Bách Kỳ                                                          |
| Joe Junior        | Mã Địch Luân     | Luật sư Mã, Delan Đại luật sư Sư phụ của Vương Tư Khổ Bạn của Mễ Bố                                   |
| Trần Thiếu Bang   | Robert Lam       | Luật sư cố vấn Học trò của Tưởng Bách Kỳ và Trình Bác Khiêm                                           |
| Lý Vỹ Kiện        | Luật sư Trình    | Luật sư cố vấn Học trò của Tưởng Bách Kỳ và Trình Bác Khiêm                                           |
| Tạ Trác Ngôn      |                  | Luật sư cố vấn Học trò của Tưởng Bách Kỳ và Trình Bác Khiêm                                           |
| Hoàng Đắc Sinh    |                  | Luật sư cố vấn Học trò của Tưởng Bách Kỳ và Trình Bác Khiêm                                           |
| Lữ Hi             | Luật sư          | |
| Hạ Văn Kiệt       | Luật sư          | |
| Vương Duy Đức     | Luật sư          | |
| Lê Bách Luân      | Luật sư          | |
| Mã Quán Đông      | Luật sư          | |
| Lê Đồng Khang     | Luật sư          | |
| Cổ Minh Hoa       | Tường Tử         | Thẩm phán                                                                                             |
| Quảng Tá Huy      | Công tố viên     | |
| Dương Thụy Lân    | Công tố viên     | |
| Đỗ Đại Vỹ         | Công tố viên     | |
| Trương Trí Hiên   | Công tố viên     | |
| Hà Khánh Huy      | Công tố viên     | |
| Diệp Khải Nhân    | Thư ký tòa án    | |
| Đinh Nhạc Tư      | Thư ký tòa án    | |
| Chu Lệ Hân        | Thư ký tòa án    | |
| Chu Bảo Lâm       | Thư ký tòa án    | |
| Chiêu Thạch Văn   | Thẩm phán        | |
| Cao Tuấn Văn      | Thẩm phán        | |
| Đặng Anh Mẫn      | Thẩm phán        | |
| Bành Hạo Phong    | Thẩm phán        | |
| Tạ San San        | Luật sư bào chữa | |

### Vụ án

#### Vụ án mưu sát Thường Thu Bình (Tập 2-4)
| Diễn viên        | Vai diễn         | Miêu tả |
| Diêu Gia Ni      | Mã Trác Nhĩ Đức  | Bà Mã Vợ của Mã Trừng Bà chủ của Lê Mộc Căn và Lý Bội Quân Tình địch của Thường Thu Bình Bị kết án chung thân trong tập 4 |
| Trần Vinh Tuấn   | Lê Mộc Căn       | Chú Căn Tài xế của Mã Trác Nhĩ Đức Thủ phạm giết Thường Thu Bình Bị kết án 7 năm tù trong tập 4                           |
| Hoàng Tử Hùng    | Mã Trừng         | Chồng của Mã Trác Nhĩ Đức Sếp và người tình của Thường Thu Bình                                                           |
| Lương Chính Giác | Thường Thu Bình  | Chị của Thường Xuân Sinh Tình nhân của Mã Trừng Bị Lê Mộc Căn giết trong tập 2                                            |
| Ngô Hương Luân   | Căn tẩu          | Vợ của Lê Mộc Căn Bị ung thư                                                                                              |
| Trịnh Gia Tuấn   | Thường Xuân Sinh | Em trai của Thường Thu Bình                                                                                               |
| Hạ Trúc Hân      | Lý Bội Quân      | Trợ thủ của Mã Trác Nhĩ Đức                                                                                               |

#### Vụ án trộm tiền ở nhà hàng Phúc Nguyên (Tập 5-6)
| Diễn viên          | Vai diễn           | Miêu tả |
| Tần Hoàng          | Đinh Phúc Nguyên   | Chủ của nhà hàng Đinh Phúc Nguyên Cha của Đinh Gia Phú Kiện Đệ Ngũ Đình ra tòa vì tội trộm cắp                                                                      |
| Đằng Lệ Danh       | Đệ Ngũ Đình        | Cựu nhân viên của Đinh Phúc Nguyên Tố lại Đinh Phúc Nguyên bắt cô phải mua các coupon bánh trung thu Được tuyên bố trắng án và được phóng thích tại tòa trong tập 6 |
| Lý Xán Sâm         | Đinh Gia Phú       | Con trai của Đinh Phúc Nguyên Tố cáo cha mình bóc lột nhân viên |
| La Quân Mãn        | Nhân viên nhà hàng | |
| Phương Thiệu Thông | Nhân viên nhà hàng | |
| Trần Vỹ Hồng       | Nhân viên nhà hàng | |
| Vương Đông Thái    | Nhân viên nhà hàng | |

#### Vụ án mưu sát Nhậm Viên Viên (Tập 8-11)
| Diễn viên          | Vai diễn       | Miêu tả |
| Hoàng Gia Nhạc     | Cao Vĩnh Lương | Nhân viên sửa chữa ôtô Con trai riêng của Hoàng Mỹ Phân Bạn của La Lực Á Có tình cảm với Nhậm Viên Viên Được tuyên bố trắng án trong tập 11 |
| Cung Gia Hân       | Nhậm Viên Viên | Con gái riêng của Nhậm Hạo Thiên Bạn gái của Chu Gia Hào Yêu Cao Vĩnh Lương Chết trong tập 8                                                |
| Tăng Vĩ Quyền      | Nhậm Hạo Thiên | Chồng của Hoàng Mỹ Phân Cha ruột của Nhậm Viên Viên Cha dượng của Cao Vĩnh Lương                                                            |
| Phan Phương Phương | Hoàng Mỹ Phân  | Vợ của Nhậm Hạo Thiên Mẹ ruột của Cao Vĩnh Lương Mẹ kế của Nhậm Viên Viên                                                                   |
| Dương Chứng Hoa    | Chu Gia Hào    | Howard Bạn trai của Nhậm Viên Viên |

#### Vụ án mưu sát Nhiếp Thục Nghiên (Tập 10)
| Diễn viên       | Vai diễn          | Miêu tả |
| Hoàng Ngạn Hân  | Nhiếp Thục Nghiên | Karen Con gái của Tào Uyển Mị Em gái của Nhiếp Triển Tường Bạn gái của Trần Vỹ Phong 7 năm trước bị Trần Vỹ Phong cưỡng hiếp rồi sát hại                                       |
| Trương Tùng Chi | Trần Vỹ Phong     | Michael Bạn trai của Nhiếp Thục Nghiên Hung thủ sát hại Nhiếp Thục Nghiên 7 năm trước được phán vô tội, phóng thích tại tòa Trong tập 1 bị buộc tội biển thủ công quỹ          |
| Trần Khôn       | Nhiếp Triển Tường | Aaron Con trai của Tào Uyển Mị Anh trai của Nhiếp Thục Nghiên Thích Nhiếp Thục Nghiên Bị La Lực Á vu oan là hung thủ sát hại em gái 6 năm trước đã treo cổ tự tử ở Philippines |

#### Vụ án mưu sát Miêu Nhược Lệ (Tập 12-15)
| Diễn viên        | Vai diễn       | Miêu tả |
| Quách Phong      | Mễ Bố          | Chủ nhà, đồng thời là tình nhân của Miêu Nhược Lệ Xem thêm Nhà họ Mễ                                                        |
| Thẩm Trác Doanh  | Miêu Nhược Lệ  | Cháu gái của bà Nghiêm Vợ của Dương Quốc Câu Mẹ của Dương Vỹ Bị Dương Quốc Câu sát hại trong tập 12                         |
| Dương Thiên Kinh | Dương Quốc Câu | Chuyên gia leo núi Chồng của Miêu Nhược Lệ Cha của Dương Vỹ Hung thủ sát hại Miêu Nhược Lệ Bị phán tội ngộ sát trong tập 15 |
| Lý Phong         | Bà Nghiêm      | Bà của Miêu Nhược Lệ |
| Trịnh Gia Nhạc   | Dương Vỹ       | Con trai của Miêu Nhược Lệ và Dương Quốc Câu                                                                                |
| Tôn Quý Khanh    | Chú Bảo        | Hàng xóm của Dương Quốc Câu                                                                                                 |

#### Vụ án Đệ Ngũ Đình hành hung chồng (Tập 17-18)
| Diễn viên       | Vai diễn    | Miêu tả |
| Ngụy Huệ Văn    | Lương Phong | Chồng của Đệ Ngũ Đình Tố cáo Đệ Ngũ Đình tội hành hung Đe dọa Đệ Ngũ Đình và Mễ Tá Trị Bị bắt vì tội cố ý gây thương tích và xuyên tạc, bóp méo sự thật (Tập 17) |
| Đằng Lệ Danh    | Đệ Ngũ Đình | Vợ của Lương Phong Xem thêm Nhà họ Lương |
| Lâm Tử Thiện    | Mễ Tá Trị   | M. J Luật sư đại diện cho Đệ Ngũ Đình Xem thêm Trung tâm tư vấn luật dân sự Thâm Thủy Bộ                                                                         |
| Lương Thuấn Yến | Từ Kiều     | Mẹ của Lương Phong Xem thêm Nhà họ Lương |
| Lưu Quế Phương  | Bà Trần     | Nhân chứng |

#### Vụ án mưu sát Vương Tử Kiện (Tập 18-19)
| Diễn viên         | Vai diễn      | Miêu tả |
| Hoàng Trạch Phong | Vương Tử Kiện | Thành viên xã hội đen Bị đánh đến chết trong tập 18                                                         |
| Trần Chí Kiện     | Hà Đại Cường  | Thành viên xã hội đen Con trai của Hồ Hữu Phúc Bị cáo Từng có tiền án phạm tội Bị tuyên có tội trong tập 19 |
| Lưu Thiên Long    | Khâu Văn Lễ   | Bị cáo Sinh viên Đại học                                                                                    |
| Hà Quân Thành     | La Bỉnh Hy    | Bị cáo Sinh viên Đại học                                                                                    |
| Trịnh Tử Dương    | Ân Trụ        | Bị cáo Sinh viên Đại học                                                                                    |
| Trịnh Vịnh Khiêm  | Ân Vũ         | Bị cáo Sinh viên Đại học                                                                                    |
| Trịnh Phan Sinh   | Hà Hữu Phúc   | Người buôn ma túy Cha của Hà Đại Cường Bị Tưởng Bách Kỳ mua chuộc để buộc Hà Đại Cường nhận tội             |
| Lê Bỉ Đắc         | La Gia Tuyên  | Cha của La Bỉnh Hy                                                                                          |
| Tô Ân Từ          |               | Mẹ của La Bỉnh Hy                                                                                           |

#### Vụ án mưu sát Hà Lợi Trinh (Tập 19-20)
| Diễn viên    | Vai diễn      | Miêu tả |
| Trần Mẫn Chi | Hà Lợi Trinh  | Trinh Trinh, Thiên hậu chân dài Gái mại dâm Con gái của Hoàng Tú Quyên Bạn thân của Vương Tư Khổ Bạn gái của Đinh Gia Phú Bạn gái cũ của Hỷ Tình địch của Hình Mạn Hoa Bị Tưởng Bách Kỳ sát hại trong tập 19 |
| Thạch Tu     | Tưởng Bách Kỳ | Tưởng trạng, P. K. Spencer Đại luật sư Sư phụ của Trình Bác Khiêm Hung thủ sát hại Hà Lợi Trinh trong tập 19 Bị phán tội ngộ sát và hưởng bản án 20 năm tù trong tập 20                                      |

## Giải thưởng và đề cử

### 43rd Ming Pao Anniversary Awards 2011
| Hạng Mục                                     | Đề Cử Cho        | Kết Quả |
| -------------------------------------------- | ---------------- | ------- |
| Phim truyền hình xuất sắc nhất               | Tòa án lương tâm | Đề cử   |
| Nam diễn viên phim truyền hình xuất sắc nhất | Trịnh Gia Dĩnh   | Đề cử   |
| Nữ diễn viên phim truyền hình xuất sắc nhất  | Hồ Hạnh Nhi      | Đề cử   |
| Đoàn làm phim truyền hình xuất sắc nhất      | Đường Cơ Minh    | Đề cử   |

### TVB Anniversary Awards 2011
| Hạng Mục                          | Đề Cử Cho        | Kết Quả   |
| --------------------------------- | ---------------- | --------- |
| Phim truyền hình xuất sắc nhất    | Tòa án lương tâm | Đề cử     |
| Nam diễn viên chính xuất sắc nhất | Trịnh Gia Dĩnh   | Đoạt giải |
| Nhân vật nam được yêu thích nhất  | Trịnh Gia Dĩnh   | Đoạt giải |
| Nhân vật nữ được yêu thích nhất   | Hồ Hạnh Nhi      | Đoạt giải |
| Nhân vật nữ được yêu thích nhất   | Trần Mẫn Chi     | Đề cử     |
| Nam diễn viên phụ xuất sắc nhất   | Lâm Tử Thiện     | Đề cử     |
| Nam diễn viên phụ xuất sắc nhất   | Lý Xán Sâm       | Đề cử     |
| Nữ diễn viên phụ xuất sắc nhất    | Trần Mẫn Chi     | Đoạt giải |
| Nữ diễn viên phụ xuất sắc nhất    | Đằng Lệ Danh     | Đề cử     |
| Nam nghệ sĩ tiến bộ nhất          | Lâm Tử Thiện     | Đề cử     |
| Nữ nghệ sĩ tiến bộ nhất           | Cung Gia Hân     | Đề cử     |

### StarHub TVB Awards 2012
| Hạng Mục                                           | Đề Cử Cho        | Kết Quả   |
| -------------------------------------------------- | ---------------- | --------- |
| Nam diễn viên chính được yêu thích nhất            | Trịnh Gia Dĩnh   | Đoạt giải |
| Nữ diễn viên chính được yêu thích nhất             | Hồ Hạnh Nhi      | Đoạt giải |
| Nam nhân vật truyền hình được yêu thích            | Trịnh Gia Dĩnh   | Đoạt giải |
| Nữ nhân vật truyền hình được yêu thích             | Hồ Hạnh Nhi      | Đoạt giải |
| Phim truyền hình được yêu thích nhất tại Singapore | Tòa án lương tâm | Đoạt giải |

### TVB Star Awards Malaysia 2011
| Hạng Mục                                     | Đề Cử Cho                     | Kết Quả   |
| -------------------------------------------- | ----------------------------- | --------- |
| Phim truyền hình được yêu thích nhất         | Tòa án lương tâm              | Đoạt giải |
| Nam diễn viên chính được yêu thích nhất      | Trịnh Gia Dĩnh                | Đoạt giải |
| Nam diễn viên phụ được yêu thích nhất        | Lâm Tử Thiện                  | Đề cử     |
| Nữ diễn viên phụ được yêu thích nhất         | Trần Mẫn Chi                  | Đoạt giải |
| Nam diễn viên triển vọng được yêu thích nhất | Lâm Tử Thiện                  | Đề cử     |
| Nữ diễn viên triển vọng được yêu thích nhất  | Trần Mẫn Chi                  | Đề cử     |
| Nhạc phim được yêu thích nhất                | "No Time for Regrets"         | Đề cử     |
| Cặp đôi màn ảnh được yêu thích nhất          | Trịnh Gia Dĩnh và Hồ Hạnh Nhi | Đề cử     |
| Nhân vật truyền hình được yêu thích          | Trịnh Gia Dĩnh                | Đoạt giải |

## Tỷ suất người xem đài
|   | Tập     | Ngày                             | Tỷ suất trung bình | Tỷ suất cao nhất | Tỷ lệ phần trăm |
| 1 | 1 - 5   | 30 tháng 5 - 3 tháng 6 năm 2011  | 28                 | 31               | 88%             |
| 2 | 6 - 10  | 6 tháng 6 - 10 tháng 6 năm 2011  | 30                 | 33               | 89%             |
| 3 | 11 - 15 | 13 tháng 6 - 17 tháng 6 năm 2011 | 29                 | 31               | 90%             |
| 4 | 16 - 20 | 20 tháng 6 - 24 tháng 6 năm 2011 | 31                 | 35               | 92%             |